# Rudolf Božik
Rudolf Božik, též Božík (10. července 1920, Hrnčiarovce nad Parnou – 27. června 2000, Piešťany), byl slovenský pilot a letecké eso za druhé světové války. Jako příslušník Slovenských vzdušných zbraní dosáhl devíti sestřelů, v době Slovenského národního povstání v řadách povstaleckého letectva sestřelil tři letouny Luftwaffe.

## Život
Pocházel z rodiny železničního dělníka. Již od dětství se zajímal o letectví. Vyučil se zámečníkem ve firmě Manesman Coburg v Trnavě. V lednu 1939 zahájil pilotní výcvik v Povážském aeroklubu v Piešťanech, pilotní průkaz získal 9. srpna 1939.

### Služba ve Slovenských vzdušných zbraních
V lednu 1940 dobrovolně narukoval do slovenské armády, základní vojenský a pilotní výcvik absolvoval ve Škole leteckého dorostu v Piešťanech (později v Trenčianských Biskupicích). Jako jeden z nejlepších absolventů byl zařazen do stíhacího kurzu, který dokončil 2. června 1942. Létal na strojích B-534 ve stíhacích letkách 11 v Piešťanech a 12 ve Spišské Nové Vsi, v říjnu 1942 byl na několik měsíců převelen do funkce instruktora pěšího výcviku v Letecké škole v Trenčianských Biskupicích. Od dubna 1943 se v Piešťanech přeškoloval na Bf 109 E.
V červnu byl odeslán na východní frontu a na Krymu absolvoval přeškolení na modernější Bf 109 G. Poté byl přesunut k letce 13 na letišti v Anapě a zapojil se do leteckých bojů nad Kubání a Černým mořem. Prvních dvou sestřelů dosáhl 26. července 1943 (R-5 a P-39), do 26. září 1943 sestřelil ještě čtyři Il-2, jeden LaGG-3 a jeden Boston. Dne 26. září 1943 při vzletu havaroval a utrpěl těžké zranění páteře. Po pobytu v několika nemocnicích byl na konci října transportován na Slovensko k doléčení.
Od 31. ledna 1944 působil na letišti ve Vajnorech, opět v letce 13, která byla přesunuta zpět na Slovensko a měla chránit Bratislavu před americkými nálety. Dne 13. dubna odstartoval na poplach s Františkem Hanovcem a sestřelil německý těžký stíhací letoun Bf 110, který zaměnil za americký bombardér B-24. V boji s americkými bombardéry a jejich stíhacím doprovodem 26. června 1944, v němž byla letka 13 z větší části zničena, poškodil jeden B-17.
Na začátku srpna byl jedním z pilotů, kteří přelétli poslední čtyři bojeschopné Bf 109 G letky 13 k letce 12 na polním letišti Išla u Prešova. Letka 12 byla součástí Skupiny vzdušných zbraní (SVZ), určené k podpoře Východoslovenské armády, která měla bránit Slovensko před Rudou armádou.

### Účast v SNP
Po vypuknutí Slovenského národního povstání německé jednotky zahájily odzbrojování Východoslovenské armády a SVZ přelétla 31. srpna 1944 za sovětské linie. Většina letounů přistála na letišti ve Lvově, mezi nimi i Božik s Bf 109 G. Již 6. září se ale společně s dalším Bf 109 G, pilotovaným Františkem Hanovcem, vrátil zpět na Slovensko jako posila pro povstalecké letectvo, které nemělo ve výzbroji žádné moderní stíhačky. V řadách povstaleckého letectva provedl 32 bojových letů a sestřelil tři německé letouny (dva Fw 189 a jeden Ju 88). V noci ze 7. na 8. října 1944 byl letecky transportován zpátky za sovětskou frontu.

### Služba v československém letectvu
Stal se příslušníkem 2. československého stíhacího leteckého pluku, který byl součástí 1. čs. smíšené letecké divize. Pluk byl vyzbrojen La-5FN, později La-7. Do konce války nebyl výcvik této jednotky ukončen a k jejímu nasazení na frontě nedošlo.
Po válce pokračoval ve službě v československém letectvu. Dne 2. července 1946 havaroval s cvičným Kl 35 a opět si poranil páteř. V letech 1949 až 1950 absolvoval zkrácené roční studium na Letecké vojenské akademii. V roce 1950 byl přidělen k Bezpečnostnímu letectvu. Po ukončení činnosti Bezpečnostního letectva na konci roku 1950 působil jako velitel roje v Leteckém pluku 51 v Plzni. Kvůli následkům svých předchozích zranění od července 1951 vykonával již jen různé neletové funkce. Z vojenské služby byl propuštěn na konci roku 1958 v rámci čistky, zaměřené na bývalé příslušníky slovenské armády, kteří bojovali proti Sovětskému svazu.

### Po propuštění z armády
Od února 1959 až do odchodu do důchodu roku 1980 pracoval jako strojvůdce. Zemřel 27. června 2000 v Piešťanech, pohřben je v Bratislavě na Ružinovském hřbitově.

## Data povýšení

### Slovenské vzdušné zbraně
- Slobodník - 1. prosince 1940[13]
- Desiatnik - 17. srpna 1941[13]
- Čatník - 10. ledna 1942[13]
- Rotník - 1. ledna 1944[14]

### Československé letectvo
- Štábní rotmistr - 29. srpna 1946[15]
- Podporučík - 4. března 1949[15]
- Poručík - 1. června 1950[15]
- Kapitán - 28. dubna 1955[9]

## Vyznamenání
Zdroj:
- Vyznamenanie Za hrdinstvo[17], 3. st. (3. října 1943)
- Vyznamenanie Za hrdinstvo 2. st. (1943)
- Pamätný odznak, I. st. Za poľné ťaženie proti ZSSR[18] (1943)
- Železný kříž II. třídy (17. září 1943)
- Železný kříž I. třídy (8. října 1943)
- Frontflugsspange[19], ve stříbře (26. října 1943)
- Virtutea aeronautica[20] (25. dubna 1944)
- |  Československý válečný kříž 1939, udělen 2x (23. dubna 1945 a 19. ledna 1946)
- Československá vojenská pamětní medaile se štítkem SSSR (7. července 1945)
- Československá medaile Za chrabrost před nepřítelem (18. srpna 1945)
- Řád Slovenského národního povstání II. třídy (30. října 1946)
- Za vítězství nad Německem (1946)
- Za zásluhy o obranu vlasti (1955)